# Бурштынский энергоостров
Бурштынский энергоостров (или просто Бурштынский остров) — выделенная часть ОЭС Украины, образованный Бурштынской ТЭС, Калушской ТЭЦ и Теребля-Рикской ГЭС и прилегающими электрическими сетями, в гораздо большей степени интегрированный в Европейскую энергетическую систему UCTE, чем собственно в ОЭС Украины. С присоединением Украины к ENTSO-E энергоостров прекратил свое существование 16 марта 2022 года.

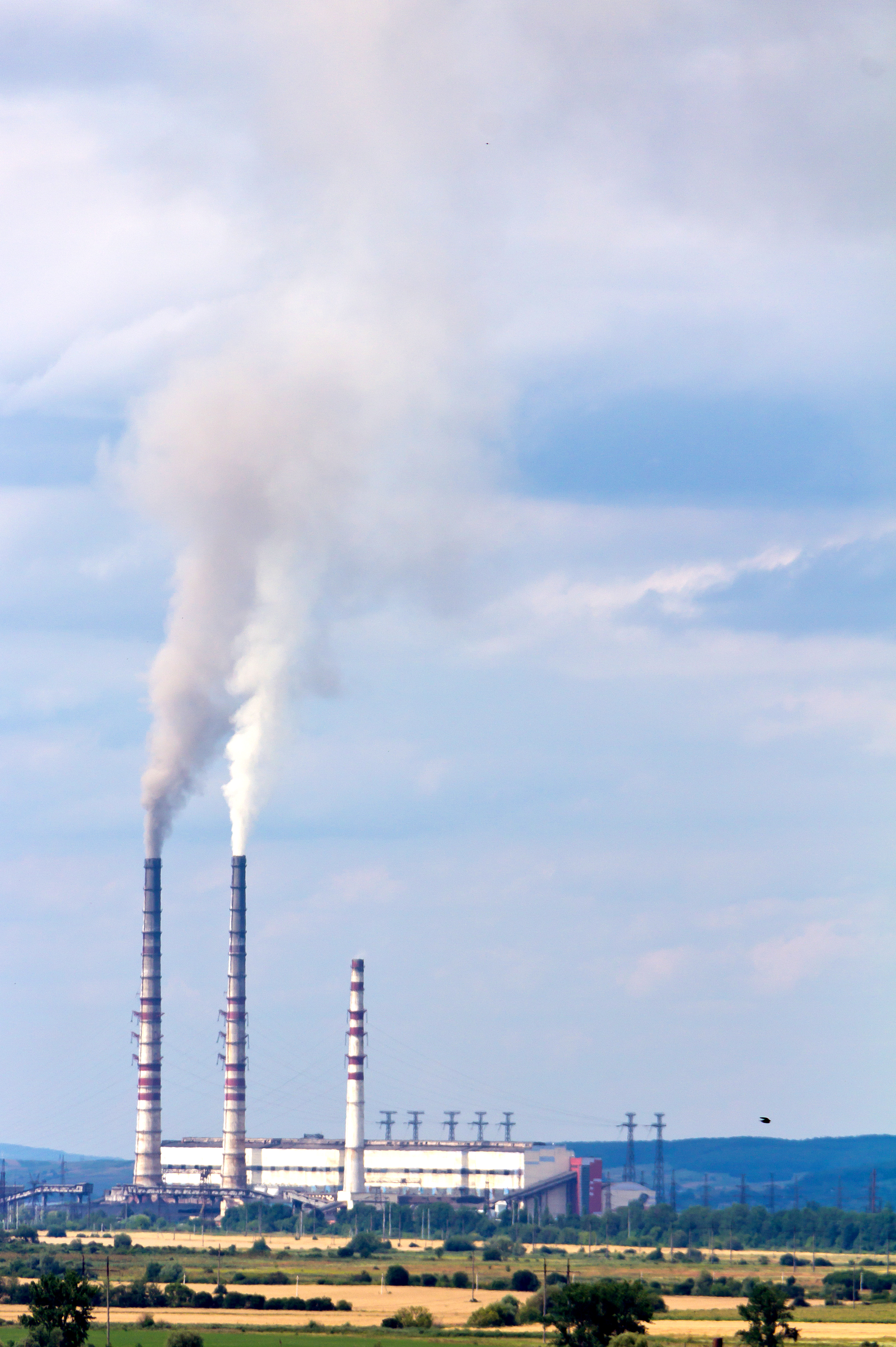
Бурштынская ГРЭС на Западной Украине

## История
Разработка программы интеграции юго-западной части ОЭС Украины в объединение энергосистем стран ЕС UCTE началась в 1995 году. С 1 июля 2002 года «остров» включился на параллельную работу с энергообъединением UCTE.
В состав генерирующих мощностей «острова» входят: Бурштинская тепловая электростанция (Ивано-Франковская область), Калушская теплоэлектроцентраль (Ивано-Франковская область) и Теребля-Рикская гидроэлектростанция (Закарпатская область), общая генерация которых оценивается в 1950 МВт. Электросеть острова расположена в границах Закарпатской и частично Ивано-Франковской и Львовской областей. «Остров» охватывает территорию площадью 27 тыс. км² с населением около 3 млн человек.
«Остров» связан со странами UCTE, а также с Румынией на напряжении 220, 400 и 750 кВ. Прекратил свое существование 16 марта 2022 года.